# Egynyári perje
Az egynyári perje (Poa annua) a perjefélék családjába tartozó, az egész világon elterjedt, Magyarországon is gyakori gyomnövény.

## Megjelenése
Az egynyári perje 5-25 cm magas, sűrűn bokrosodó, egynyári, lágyszárú növény. Szára bokorszerűen elágazó, felálló, oldalról kissé összenyomott. Alapja nem vastagodott meg, a csomóknál rendszeresen legyökerezik.
Világos- vagy élénkzöld levele keskeny (2-5 mm széles), vége röviden kihegyezett, felszíne kissé érdes. A legfiatalabb levél gyűrött. A levélhüvely laposan összenyomott; a levélalapon a szárat körbevevő, gallér alakú nyelvecske fehér, max. 2 mm hosszú (az alsó leveleken rövidebb), csúcsban végződik; fülecske nincs. A levelek középső ere dupla barázdát alkot.
Csaknem egész évben virágzik. Virágzata laza, háromszög alakú buga. Az egyes kalászkák elállóak, 3-7-virágúak, hosszúkás tojásdad alakúak. A kalászorsó csupasz vagy csak rövid szőrökkel benőtt. A toklász a kalászkánál rövidebb, a pelyva szálkátlan.
Termése 2-3 mm hosszú pelyvás szemtermés. A háti toklász öterű, csúcsa hártyásan szegélyezett. A hasi toklász széles, kihasasodó, gerince hosszúszőrös, csúcsa kicsípett. A csupasz szem tompán háromélű, sárgásszürke színű. Egy növény 4-500 magot termel.
A csíranövény első levele szálas, összehajtott, szinte végig egyforma széles, a csúcsánál kihegyesedő. Erezete jól látható. A nyelvecske közepes méretű. A levél mindkét oldala fénytelen vagy enyhén fénylő, kopasz. Fülecske nincs. 
Kromoszómaszáma 2n = 28.

## Elterjedése
Eredetileg Eurázsia mérsékelt övi tájain élt, de mára az egész világon elterjedt, ahol mérsékelt övi vagy szubtrópusi mezőgazdasági termelés folyik. Még az Antarktiszon is megvetette a lábát. Magyarországon az egész országban közönséges. 

## Életmódja
Kertekben, szántóföldeken, parkokban, utak mentén, taposott füves területeken él. A mezőgazdaságban gyomnövényként okoz károkat, elsősorban a kertészeti és kapás kultúrákban, a gabonatermesztésben kisebb jelentőségű. A jó nitrogénellátottságú, üde talajokat kedveli, de egyébként a talajt illetően nem igényes. Az alföldektől a hegyi legelőkig előfordul. 
Magja rövid, 6–12 hetes nyugalmi állapot után csírázik, tág hőmérsékleti határok között (2–30 °C). A fény és a talajművelés serkenti a csírázását. Kora tavasztól ősz végéig virágozhat. Beporzását a szél végzi. Magtermelése május-júniusban éri el a csúcspontját, de alacsonyabb szinten később is folytatódik. A növény egynyári változata magtermelés után elpusztul, életciklusa 3-4 hónap alatt lezajlik. Ismert rövid életű évelő változata is.  
Kártevői közé tartozik a rétiperjezsizsik (Listronotus maculicollis) és a kerti szipoly (Phyllopertha horticola), de gyökereit a japán cserebogár (Popillia japonica) lárvája is rágja.

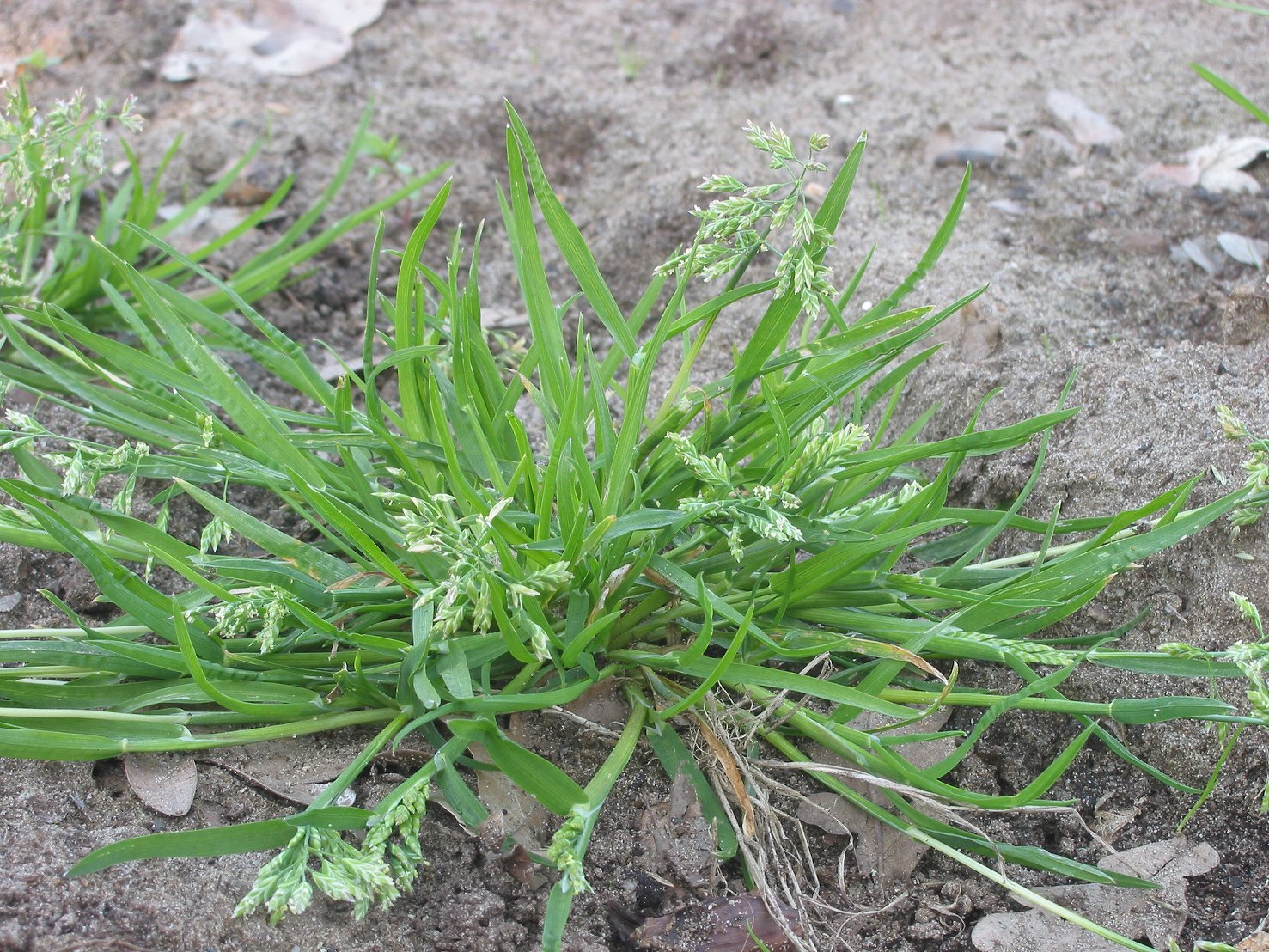
Habitusa
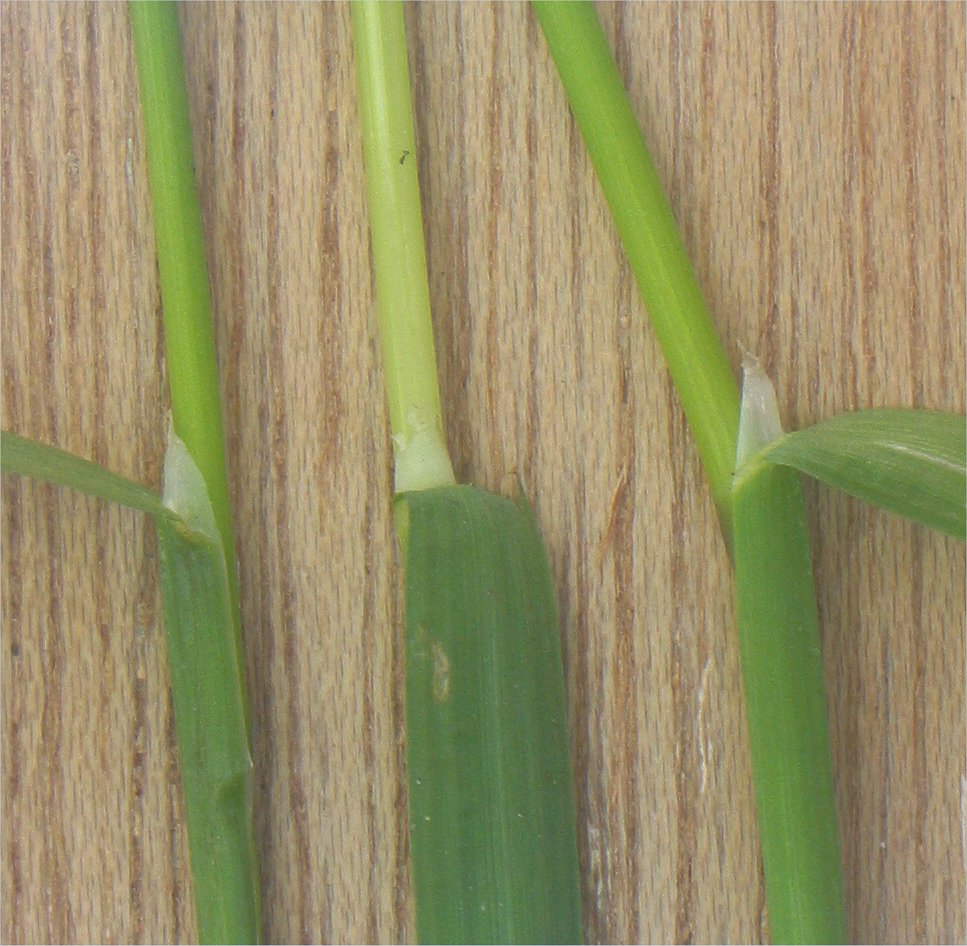
Levelének fehér, hegyes nyelvecskéje
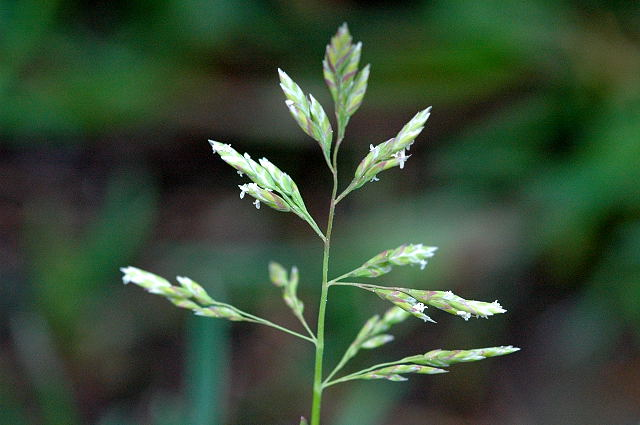
Virágzata
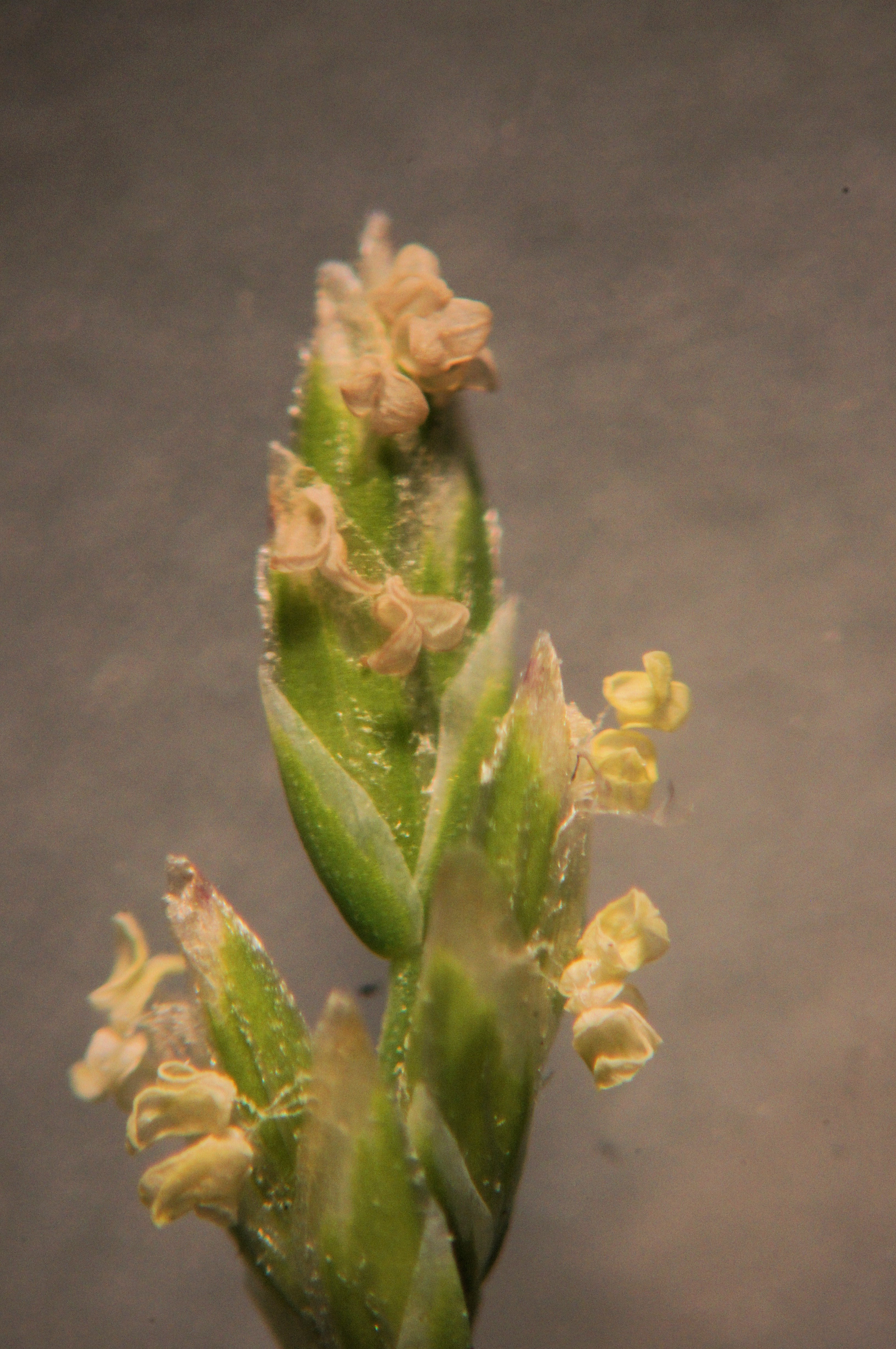
Kalászkái
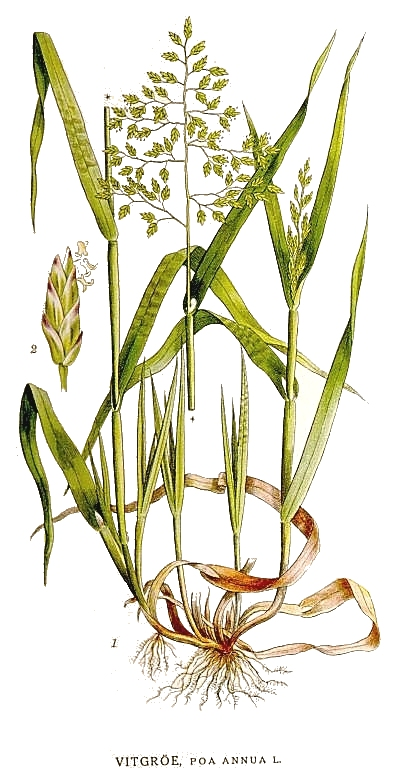
Ábrázolása egy svéd botanikakönyvben (1926)